# Windmühle Brockel
Die Windmühle Brockel (auch Windmühle Annemarie) am westlichen Ortsrand in der niedersächsischen Gemeinde Brockel, Bahnhofstraße 16, wurde in der zweiten Hälfte des 19. Jahrhunderts gebaut. Aktuell (2025) wird sie museal genutzt.
Das Gebäude steht unter Denkmalschutz (siehe auch Liste der Baudenkmale in Brockel).

## Geschichte und Beschreibung
Brockel gehört zur heutigen Samtgemeinde Bothel im Landkreis Rotenburg (Wümme). Trotz des Widerstandes anderer Mühleneigentümer im näheren Umkreis durfte nach mehrjährigen Verhandlungen (1853–59) eine neue Windmühle in Brockel entstehen. Zuvor musste das Korn in der Scheeßeler Mühle gemahlen werden. 
Der viergeschossige Galerie-Holländer mit Windrose und Segelgatterflügeln auf oktogonalem Unterbau in Backsteinmauerwerk wurde 1860 für Johann Heinrich Fricke (1825–1889) für 7000 Taler und durch Mühlenbaumeister Masemann gebaut. Der dreigeschossige Achtkant in Reetdeckung wurde umgeben durch die Holzgalerie. Im Inneren ist die komplette mühlentechnische Ausstattung erhalten mit Holzgetriebe und -königswelle sowie zwei Mahlgängen. Östlich steht ein zweigeschossiger Anbau in Backstein mit Satteldach. In ihm befinden sich die Einzylinder-Dampfmaschine, drei Walzenstühle und zwei Plansichter. Ein westlicher Anbau in Backstein und mit Satteldach hat zwei Geschosse.
1885 wurde durch Fricke in die Mühle eine Dampfmaschine eingebaut und 1920 durch einen Dieselmotor ersetzt. Durch die ausdehnende Dorfbebauung und neue Bäume wurde die Mühle stark vom Wind abgeschirmt und die Windverhältnisse verschlechterten sich. 1945/46 wurde sie durch Müller Fricke deshalb komplett auf elektrischen Antrieb umgestellt. Der Windantrieb verblieb aber bis zur Einstellung des Betriebes in den 1950er Jahren. 1956 erhielt der Achtkant eine neue Reetdeckung. In den 1970er Jahren bis 1992 wurde die 23 Meter hohe Mühle mit sieben Stockwerken saniert, finanziert durch die Eigentümerfamilie Fricke sowie Mittel des Landes und des Landkreises. Die Mühle ist die Nr. 59 der Niedersächsischen Mühlenstraße der Region zwischen Nordsee, Elbe und Weser, Landkreis Rotenburg.
Das Landesdenkmalamt befand u. a.: „… Erhaltung aufgrund der geschichtlichen und städtebaulichen Bedeutung wegen des orts-, wirtschafts- und technikgeschichtlichen, gebäudetypischen und landschaftbildprägenden Zeugniswerts ….“
Der Brockeler Mühlenverein sorgt seit 1993 für den weiteren Erhalt der Mühle. Ihm gelang es um 2010 die ehemalige Dampfmaschine von 1924 wieder zu installieren. Finanziert werden die Maßnahmen zur Unterhaltung und des Betriebes durch Mittel der Gemeinde, des Kreises, des Landes sowie gewerblicher und privater Spenden.